# NGC 3041
NGC 3041 är en stavgalax i stjärnbilden Lejonet. Den upptäcktes den 23 mars 1784 av William Herschel. 